# Teodora Angelina
Teodora Angelina (Costantinopoli, 1190 – Vienna, 22 o 23 giugno 1246) è stata una nobile bizantina.

## Ascendenza
L'identità dei genitori di Teodora è ignota; si sa tuttavia che una sua nonna era figlia di un Imperatore bizantino e che apparteneva alla dinastia degli Angeli.

## Matrimonio e discendenza
Nel 1203, Teodora fu data in sposa al margravio d'Austria Leopoldo VI di Babenberg., seguendolo nella sua nuova patria. 
Ebbero sette figli:
- Margherita di Babenberg (1204-1266);
- Agnese di Babenberg (1205-1226);
- Leopoldo di Babenberg (1207–1216);
- Enrico di Babenberg (1208-1228);
- Gertrude di Babenberg (1210–1241);
- Federico II di Babenberg (1211-1246);
- Costanza di Babenberg, andata sposa a Enrico III di Meißen.

Rimasta vedova nel 1230, si fece monaca. Morì nel 1246.